# Sonia Abrão
Sonia Maria de Souza Abrão (São Paulo, 20 de junho de 1960), mais conhecida como Sonia Abrão, é uma jornalista, apresentadora e escritora brasileira. Apresenta o programa diário A Tarde é Sua, onde informa e comenta sobre as celebridades.

## Carreira
A opção pelo jornalismo popular surgiu com o trabalho no Notícias Populares. Passou por revistas como Contigo, Amiga e Semanário. Sonia teve coluna diária sobre televisão durante dez anos, no extinto Diário Popular e no Diário de São Paulo.
O trabalho em jornal acabou por levá-la à TV com o assunto de suas colunas, primeiro como convidada em diversos programas de auditório, notavelmente os  Silvio Santos, Chacrinha, Flávio Cavalcanti, Hebe Camargo, Raul Gil, J. Silvestre, depois, como colunista de TV no programa Aqui Agora em sua primeira passagem pelo SBT, e ainda como repórter do helicóptero de Augusto Liberato.
No rádio, foi colunista de televisão em diversos programas de rádio e, depois, se tornou comunicadora, tendo seus próprios programas nas rádios Tupi, Globo, América, Capital e Record, sendo que nesta última, chegou a apresentar o programa Sônia e Você. A atração foi ao ar ao vivo de segunda a sexta das 10 às 12h com a consultoria médica de José Aristodemo Pinotti e do psicólogo Haroldo Lopes, além de outros colunistas.
A apresentadora foi a terceira mulher a comandar um programa de rádio durante o horário nobre nas rádios populares da cidade de São Paulo, uma faixa que sempre foi um reduto masculino com grandes nomes como Eli Corrêa, Paulo Lopes, Paulo Barboza e Roberto Losan, antes de Sônia passaram pelo horário Hebe Camargo e Cidinha Campos.
Começou sua carreira como apresentadora de televisão no ano 2000, quando apresentou o A Casa É Sua na RedeTV!. Entre 2002 e 2004 retornou para o SBT, onde apresentou o Falando Francamente, que inicialmente era um programa vespertino de variedades exibido diariamente e depois transformado em um programa de auditório exibido aos sábados. Em 2004, ela transferiu para a Rede Record, onde apresentou a versão de televisão do Sonia e Você e após divergências com a emissora, retornou para a RedeTV! em maio de 2006.
Desde 2006 apresenta o programa A Tarde É Sua na RedeTV!, de segunda à sexta-feira, das 15h às 17h. O programa que é uma reformulação de seu primeiro programa na emissora, coloca em pauta notícias sobre bastidores da televisão, comportamento, política, saúde e educação, objetivando a participação do público e convidados pela interação e a troca de ideias.

### Como escritora
Em 2007 lançou o livro Santas Receitas, que dá dicas de receitas contando curiosidades sobre os santos da Igreja Católica conhecidos do povo brasileiro e dos quais é devota.
Em 2009 lançou Abaixo a Mulher Capacho!, que fala de mulheres que fazem qualquer coisa para não perder um amor ou manter um relacionamento e pelo qual acabam pagando um preço alto.
Em 2012 lançou Homens que Somem, que registra a angústia feminina com essa questão como também traz à tona o que passa na cabeça dos homens no momento em que decidem fugir depois de um encontro, de um romance e de um casamento.
Em 2013, em parceria com sua irmã Margareth Abrão, lançou o livro Doces Lembranças, que fala das lembranças de suas infâncias e as receitas que se misturam aos sentimentos vividos.
Seu último livro, intitulado Rafael Ilha: as Pedras do Meu Caminho, é uma biografia do cantor Rafael Ilha (ex-polegar), e foi lançado no dia 2 de setembro de 2015.

## Vida pessoal
Sonia é formada em jornalismo desde 1985 pela pela Faculdade de Comunicação Social Cásper Líbero. É prima do cantor Chorão, vocalista da banda Charlie Brown Jr., falecido no dia 6 de março de 2013. Em 2017, tornou-se vegana havia alguns meses.
Entre 1988 e 2015, foi casada com o empresário Jorge Damião, com quem teve seu único filho, Jorge Fernando Abrão Damião, nascido em 1992. Antes, em 1991, chegou a engravidar, mas sofreu um aborto espontâneo aos três meses de gestação.

## Controvérsias

### Caso Eloá Cristina
Durante o sequestro de Eloá Cristina, o sequestro mais longo já registrado pela polícia do estado de São Paulo, Sônia entrevistou ao vivo o sequestrador Lindemberg e Eloá por telefone, intervindo diretamente nas negociações e bloqueando a linha com o negociador da polícia. O programa apresentado por Abrão, A Tarde É Sua, que tem média diária de 2 pontos no IBOPE, registrou pico de 5 pontos durante a entrevista com Lindemberg. De acordo com o sociólogo e jornalista Laurindo Leal Filho, que apresenta o programa Ver TV da TV Câmara, sobre ética na televisão, a interferência de uma emissora em um caso como esse, além de perigosa, é inconstitucional. O Ministério Público Federal de São Paulo decidiu mover ação civil pública contra a apresentadora pela exibição da entrevista. O MPF afirmou que as entrevistas interferiram na atividade policial em curso e colocaram a vida da adolescente e dos envolvidos na operação em risco e pede indenização por danos morais coletivos de 1,5 milhão de reais.
Com o prolongamento do sequestro, a mídia brasileira criou a espetacularização do crime, bastante questionada e criticada após o desfecho do caso, que resultou na morte de uma das reféns. O ex-integrante do BOPE (Batalhão de Operações Policiais Especiais) e sociólogo Rodrigo Pimentel, em entrevista ao portal Terra criticou duramente a cobertura da mídia brasileira argumentando que as emissoras de TV citadas - em especial a RedeTV e a jornalista Sônia Abrão - foram "irresponsáveis e criminosas" e declarou que o "Ministério Público de São Paulo deveria, inclusive, chamar à responsabilidade, essas emissoras de TV".

## Filmografia

### Televisão
| Ano              | Título                     | Função        | Nota(s)                |
| ---------------- | -------------------------- | ------------- | ---------------------- |
| 1983–86          | Programa Flávio Cavalcanti | Jurada        |                        |
| 1988             | Cassino do Chacrinha       | Jurada        |                        |
| diversas edições | Troféu Imprensa            | Jurada        |                        |
| 1991–97          | Aqui Agora                 | Repórter      |                        |
| 1997–00          | Domingo Legal              | Repórter      |                        |
| 1999             | Escolinha do Barulho       | Professora    |                        |
| 2000–02          | A Casa É Sua               | Apresentadora |                        |
| 2002–04          | Falando Francamente        | Apresentadora |                        |
| 2002             | SBT Palace Hotel           | Sara          | Especial de fim de ano |
| 2004             | Meu Cunhado                | Geralda       | Epsódio: "Cara Nova"   |
| 2004–06          | Sônia e Você               | Apresentadora |                        |
| 2006–presente    | A Tarde É Sua              | Apresentadora |                        |
| 2013             | Cortiço Treme-Treme        | Cartomante    | Especial de fim de ano |
| 2024             | Divina Christina           | Ela Mesma     | Série Documental +SBT  |

Cinema
- 2017 - Chocante - Como ela mesma[16]

Streaming
- 2022 - Pacto Brutal – O Assassinato de Daniella Perez - Como ela mesma[17]
- 2024 - Volta Priscila - Como ela mesma[18]